# Клишов, Николай Иванович
Никола́й Ива́нович Клишо́в (17 февраля 1927, с. Емецк, Архангельский уезд, Архангельская губерния, СССР — 17 августа 2015, Архангельск, Архангельская область, Россия) — бригадир судовых электромонтажников судоремонтного завода «Красная кузница» Северного морского пароходства Министерства морского флота СССР, Герой Социалистического Труда (1984).

## Биография
Родился 17 февраля 1927 года в селе Емецк ныне Холмогорского района (Архангельская область) в большой (10 детей) крестьянской семье. По национальности русский.
Окончив начальную школу, работать начал в 1943 году, в следующем году призван в армию, воевал под Кенигсбергом, был участником штурма Берлина, после капитуляции Германии воевал на востоке с Японией, демобилизовался в 1952 году. В июле 1952 года трудоустроился электромонтажником на Архангельский судоремонтный завод Северного морского пароходства, в 1959 году вошедшего в результате реорганизации в состав завода «Красная кузница». Стал электромонтажником высшей квалификации, 1964 году назначен бригадиром электромонтажников. Учился в вечерней школе, затем на вечернем отделении Архангельского мореходного училища, которое окончил с отличием.
Бригада регулярно перевыполняла план по ремонту генераторов и электродвигателей транспортных судов, ледоколов, технического и вспомогательного флота, одной из первых на заводе перешла на бригадный подряд с применением коэффициента трудового участия, выполнила план одиннадцатой пятилетки (1981—1985 годы) за 3,5 года, дала сверхплановой продукции на 62 300 рублей.
Указом Президиума Верховного Совета СССР от 20 июля 1984 года «за выдающиеся успехи в выполнении плановых заданий и социалистических обязательств, большой личный вклад в повышение эффективности и качества работы морского транспорта» удостоен звания Героя Социалистического Труда с вручением ордена Ленина и золотой медали «Серп и Молот».
В феврале 1987 года вышел на заслуженный отдых, жил в Архангельске, где умер 17 августа 2015 года. Похоронен на местном кладбище «Южная Маймакса».
Член КПСС с 1974 года. Делегат ХХVII съезда КПСС (1986), X съезда профсоюза рабочих морского и речного флота, кандидат в члены ЦК профсоюза отрасли, член президиума Северного бассейнового комитета флота.
Награждён орденами Ленина (20.07.1984), Октябрьской Революции (13.05.1977), Отечественной войны 2-й степени (11.03.1985), «Знак Почёта» (4.05.1971), медалями, знаками «Ударник девятой пятилетки», «За активную работу в профсоюзах», почетными грамотами Министерства морского флота и ЦК профсоюза, Северного морского пароходства и Севбаскомфлота.
В 2017 г. на территории завода «Красная кузница» в его честь установлен мемориальный знак.